# Masaru Emoto
Masaru Emoto (江本勝?, Emoto Masaru; Yokohama, 22 luglio 1943 – Yokohama, 17 ottobre 2014) è stato un saggista e pseudoscienziato giapponese.
Emoto si laureò all'Università municipale di Yokohama con una specializzazione in relazioni internazionali. Nel 1986 fondò la IHM Corporation a Tokyo. Nell'ottobre 1992 ottenne un attestato relativo alle medicine alternative rilasciato dall'istituto privato Open International University For Alternative Medicines. Successivamente negli Stati Uniti si interessò alla risonanza magnetica.

## La "memoria dell'acqua"

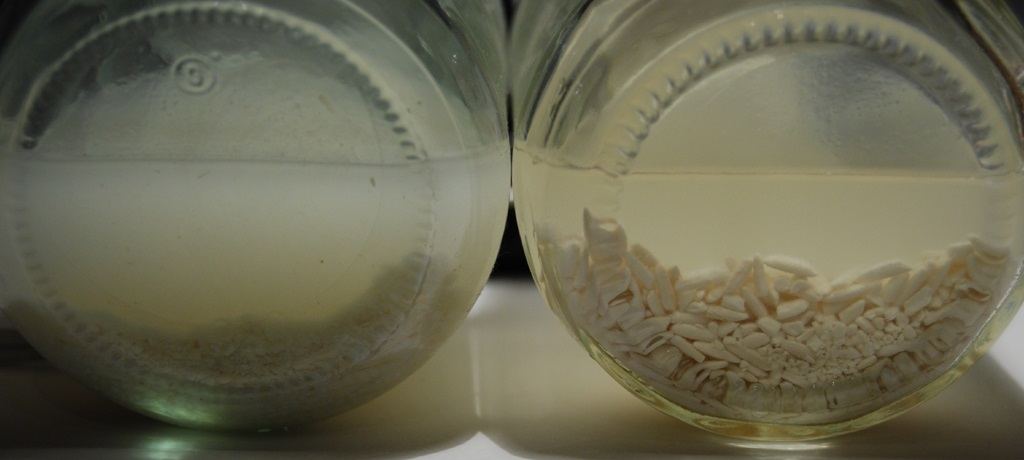
Esperimento di Masaru Emoto. Si tratta di inserire il riso con acqua di rubinetto in barattoli fino a riempirli. Riso, acqua e barattoli sono dello stesso tipo. Nel barattolo a sinistra ci sarebbe quello che secondo lui è il risultato dopo aver ricevuto insulti, quello a destra dopo aver ricevuto lodi. L'immagine mostrerebbe il risultato dopo circa una settimana.

Masaru Emoto è conosciuto per i suoi esperimenti sulla presunta memoria dell'acqua, teoria secondo la quale sussisterebbe una relazione tra i pensieri umani e vari stati dell'acqua considerata a una temperatura convenzionale di -4 °C
Egli sostiene di avere documentato con fotografie il fatto che i cristalli assumano una forma armonicamente simmetrica o, al contrario, caotica e disordinata, in conseguenza dell'energia cui vengono esposti; sia essa sotto forma di suono (voce e musica), parola scritta (etichetta applicata a una brocca) o pensiero.
Dal 1999 Emoto ha pubblicato diversi libri della stessa collana, intitolati Messages from Water (Messaggi dall'Acqua), contenenti fotografie di cristalli d'acqua sottoposti al trattamento con preghiera, musica o scritte avvicinate a contenitori d'acqua.

## Critiche
Le sue asserzioni sono state criticate per mancanza di controlli sperimentali e per non aver diffuso sufficienti dettagli del suo approccio con la comunità scientifica. William A. Tiller afferma che negli esperimenti di Emoto vengono meno le prove scientifiche, poiché non controllano gli altri fattori presenti nella sopraffusione dell'acqua. Inoltre Emoto è stato criticato per aver progettato i propri esperimenti in un modo che permette sia alla manipolazione sia all'errore umano di influenzarne i risultati.
Harriet A. Hall, scrivendo sullo Skeptical Inquirer, ha concluso che nelle idee di Emoto è "difficile pensare che qualcuno possa scambiarle per scienza". Commentando le idee di Emoto sulla pulizia delle acque inquinate dalle alghe, il biologo Tyler Volk ha dichiarato che "ciò che sta dicendo non ha nulla a che fare con la scienza così come la conosciamo". Stephen Kiesling ha scritto su Spirituality & Health Magazine: "Forse Emoto è un evangelista che valuta il messaggio delle sue immagini più che i dettagli scientifici; ciononostante questo insegnante spirituale potrebbe dedicare le sue pratiche future meno alla gratitudine e più all'onestà".
Emoto venne personalmente invitato a prendere parte al One Million Dollar Paranormal Challenge di James Randi nel 2003, dove avrebbe ricevuto un milione di dollari se fosse stato in grado di riprodurre l'esperimento in condizioni controllate e concordate da entrambe le parti, ma declinò, perché "Randi non era uno scienziato e non era il genere di sfide che gli interessava".

## Opere di Masaru Emoto pubblicate in italiano
- La coscienza dell'acqua, Macrovideo, 2010
- Le carte dei cristalli d'acqua, Edizioni Il Punto d'Incontro, 2008
- Il miracolo dell'acqua, Edizioni Il Punto d'Incontro, 2007
- Il vero potere dell'acqua, Edizioni Mediterranee, 2007
- L'acqua che guarisce, Edizioni Mediterranee, 2006
- L'insegnamento dell'acqua, Edizioni Mediterranee, 2005
- La risposta dell'acqua, Edizioni Mediterranee, 2004